# Jaworzyna - Krynicka
Jaworzyna - Krynicka est une montagne ainsi qu'une petite station de ski, situées près de Krynica-Zdrój dans la Voïvodie de Petite-Pologne, dans le sud de la Pologne.
La station prétend disposer de la plus longue piste de ski nocturne de Pologne.